# Силоз (Алжир)
Силоз (на арабски: الصومعة) е село в района на Кабилия, разположено в комуна Тения, Уилая де Бумердес в щата Алжир.

## Местоположение
Селото е близо до река Мералден и река Исер, а също така принадлежи към град Тения на Кордилерите на Хачна.

## Известни хора
- Цирия[5]
- Диус[6]
- Фирм[7]
- Гилдон[8]
- Масцезел[9]
- Мазука[10]
- Нубел[11]
- Замак